# Repubblica autonoma di Crimea
La Repubblica autonoma di Crimea (in ucraino Автономна Республіка Крим?, Avtonomna Respublika Krym) è de iure una regione dell'Ucraina con status di repubblica autonoma.
La repubblica venne creata dal concatenarsi nel 1991 del referendum sul ristabilimento dell’autonomia regionale, soppressa da Stalin nel 1945, e del crollo del comunismo, in seguito ai quali le vecchie autorità socialiste locali si convertirono nella prima legislatura della nuova repubblica autonoma. 
La Costituzione del 1992, entrata in vigore in seguito a un compromesso con il governo nazionale rispetto a una prima versione più nettamente secessionista, denominò la regione come Repubblica di Crimea, con un regime semipresidenziale guidato da un presidente della Repubblica di Crimea da eleggersi nel 1994. La vittoria del filo-russo Yuri Meshkov nelle elezioni presidenziali, e la conseguenza indizione di un referendum per una maggiore autonomia, acuirono tuttavia le tensioni col governo nazionale di Leonid Kuchma, che nel 1995 con un blitz delle forze speciali arrestò, destituì ed esiliò Meshkov, commissariando l’amministrazione regionale. Le trattative fra il parlamento regionale e quello nazionale portarono nel 1998 a una nuova Costituzione, che stabilì un regime parlamentare sotto controllo nazionale e il nuovo nome dello Stato.
Il 6 marzo 2014, con la crisi della Crimea del 2014, la repubblica si è dichiarata indipendente e il 18 marzo 2014, a seguito di un referendum non riconosciuto dalla comunità internazionale, le autorità locali hanno firmato l'adesione alla Federazione Russa con il nome di "Repubblica di Crimea". Il territorio della Repubblica autonoma di Crimea occupa de jure la quasi totalità della penisola di Crimea, sulla costa settentrionale del Mar Nero, con l'eccezione della città di Sebastopoli, città autonoma, ma non facente parte della Repubblica autonoma di Crimea.

## Status giuridico
L'Ucraina e la maggior parte della comunità internazionale non ne riconosce l'indipendenza territoriale e l'annessione alla Federazione Russa; in particolare, l'Unione europea e gli Stati Uniti d'America considerano illegittimi sia la proclamazione d'indipendenza sia il referendum del 2014, oltre che la successiva richiesta di annessione alla Russia, e considerano lo status giuridico del suo territorio come sotto "occupazione militare" dell'esercito russo.
Il 17 marzo 2014 è stata adottata come moneta a corso legale il rublo russo, mentre dal 30 marzo 2014 vige l'ora di Mosca, attualmente fissata a UTC+3. La sovranità della Russia sulla penisola è però riconosciuta solo da una parte minoritaria della comunità internazionale.

## Geografia antropica
La Repubblica autonoma di Crimea misura 26200 km² e nel 2007 contava 1 973 185 abitanti. La città di Sebastopoli e il suo hinterland fanno invece parte di un'unità amministrativa autonoma con una popolazione di 379 000 abitanti. Capitale e sede degli uffici amministrativi è la città di Sinferopoli, posta al centro della penisola. La popolazione complessiva di tutta la penisola di Crimea nel 2007 era di 2 352 385 abitanti.

### Suddivisioni amministrative
La Crimea è divisa al suo interno in 25 entità amministrative (14 rajon o distretti, 11 municipalità).
Sebastopoli non fa parte della Repubblica autonoma di Crimea, ma è classificata come città a statuto speciale.

#### Distretti

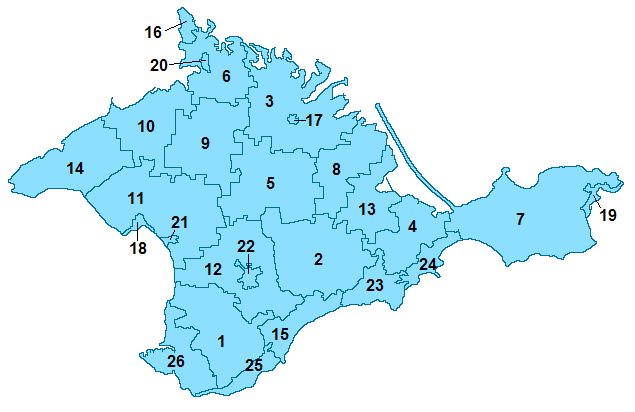
Suddivisioni della Crimea

| 1. Distretto di Bachčysaraj 2. Distretto di Bilohirs'k 3. Distretto di Džankoj 4. Distretto di Kirovs'ke 5. Distretto di Krasnohvardijs'ke 6. Distretto di Krasnoperekops'k 7. Distretto di Lenine | 8. Distretto di Nyžnohirs'kyj 9. Distretto di Pervomajs'ke 10. Distretto di Rozdol'ne 11. Distretto di Saky 12. Distretto di Simferopoli 13. Distretto di Sovets'kyj 14. Distretto di Čornomors'ke |

#### Città
| 15. Alušta 16. Armjans'k 17. Džankoj 18. Eupatoria 19. Kerč' 20. Krasnoperekops'k | 21. Saky 22. Sinferopoli 23. Sudak 24. Feodosia 25. Jalta |